# Savallà del Comtat
Savallà del Comtat – gmina w Hiszpanii, w prowincji Tarragona, w Katalonii, o powierzchni 14,74 km². W 2011 roku gmina liczyła 68 mieszkańców.